# Opština Petrovac
Die Opština Petrovac (serbisch-kyrillisch Општина Петровац) ist eine Opština (Verbandsgemeinde) im Nordwesten von Bosnien und Herzegowina. Sie gehört zur Republika Srpska und entstand durch die Abtrennung des östlichsten Teils der Verbandsgemeinde Bosanski Petrovac infolge des Dayton-Abkommens nach dem Bosnienkrieg. Der eigentliche Ort Petrovac befindet sich in jenem größeren Teil der alten Einheitsgemeinde, der heute zur Föderation gehört. Der Verwaltungssitz ist Drinić.

## Geografie
Die Gemeinde befindet sich in der Bosanska Krajina am Nordhang des Gebirgszuges Klekovača etwa neun Kilometer südöstlich von Bosanski Petrovac. Etwa 90 Prozent der Gemeindefläche sind bewaldet; nur ein kleines Gebiet im Nordwesten rund um den Ort Drinić ist offenes Land.
Das besiedelte Gebiet befindet sich zwischen 730 und 760 Meter über dem Meeresspiegel, während sich das Gelände im Süden der Gemeinde bis auf 1900 Meter erhebt.
Im Dorf Drinić (nahe einem Restaurant) liegt, 27 km von der Grenze entfernt, der geografische Mittelpunkt Kroatiens .

## Bevölkerung
Bei der Volkszählung 1991 hatte der Ortsteil Drinić von Bosanski Petrovac, welcher heute hauptsächlich die Gemeinde Petrovac in der Republika Srpska bildet, 363 Einwohner, davon 362 Serben. Auch in der restlichen Gemeinde Bosanski Petrovac bestand eine serbische Bevölkerungsmehrheit, unabhängig davon kam Bosanski Petrovac jedoch aufgrund der Frontlage mit dem Dayton-Vertrag zur Föderation. Bei der Volkszählung 2013 hatte Petrovac 367 Einwohner.
Neben dem Hauptdorf umfasst die Gemeinde die Ortschaften Gavrići, Savuljevići, Špirići, Kecmanska dolina, Potkosa, Banjci, Spasići, Medenac, Jalići, Gromile, Glavica, Tešići, Centar und Avala.

## Infrastruktur
Die Gemeinde ist durch eine asphaltierte Zubringerstraße von der sechs Kilometer entfernten Magistralstraße 5 (Bihać–Sarajevo) zu erreichen. In Drinić gibt es neben der Gemeindeverwaltung eine medizinische Ambulanz, eine Grundschule, einen Sportplatz, eine Polizeistation, eine Feuerwehr, ein Forstamt, ein Café, eine Tankstelle und Autoreparaturwerkstatt und eine Bankfiliale.